# کوکلووکا زاژچنا
کوکلووکا زاژچنا (به لهستانی:  Kuklówka Zarzeczna) یک روستا در لهستان است که در گمینا راجیوویتسه واقع شده‌است.